# Mozaïek van de duiven
Het Mozaïek van de duiven (Italiaans: Mosaico delle Colombe) is een mozaïek dat  sinds 1765 deel uitmaakt van de collectie van de Capitolijnse Musea. Het kan gaan om een Hellenistisch origineel uit de tweede eeuw voor Christus of een Romeinse kopie uit de tweede eeuw na Christus.

## Geschiedenis
Het mozaïek kwam in 1737 aan het licht toen kardinaal Furietti opgravingen uitvoerde in de villa van Hadrianus in Tivoli. Furietti was ervan overtuigd dat het moest gaan om het werk van Sosus uit Pergamon dat Plinius de Oudere beschreef in zijn Naturalis historia. De kardinaal schreef een boek over mozaïeken, De Musivis (1752), dat een klassieker over dit onderwerp werd. Het mozaïek van de duiven was te zien op een van de zes illustraties die in het boek waren opgenomen. Een jaar na de dood van Furietti in 1764 verkochten zijn erfgenamen het mozaïek en twee centauren die hij ook gevonden had voor 14.000 scudi aan paus Clemens XIII voor de Capitolijnse Musea. Daar wordt het tentoongesteld in de zaal van de duiven (Sala delle Colombe). Naast het mozaïek is hier ook het beeld van een meisje met een duif te zien. 
Plinius beschreef in boek XXXVI van de Naturalis historia het mozaïek van Sosus als: "er is daar een prachtige duif die drinkt en de schaduw van zijn hoofd op het water laat vallen. Andere duiven zonnen en plukken hun veren op de rand van een bokaal". Sommige kenners denken dat het mozaïek in Tivoli het origineel uit Pergamon is dat in de villa van de keizer als een belangrijk kunstwerk bewonderd werd. Andere kenners denken dat het om een kopie uit de tijd van Hadrianus gaat. Er zijn nog meer kopieën van het werk bewaard gebleven, bijvoorbeeld uit Pompeï, Delos en Ravenna (in het mausoleum van Galla Placidia). Dit wijst erop dat het werk breed bekend was.
Het mozaïek is volledig gemaakt uit kleine steentjes (tesserae) van marmer en niet, zoals gebruikelijk was, deels uit kleine stukjes glas. In de villa van de keizer was het een emblema, een decoratief element in het midden van een eenvoudige mozaïekvloer. Een opvallend detail aan de bokaal is de kariatide onder het hengsel.

## Afbeeldingen

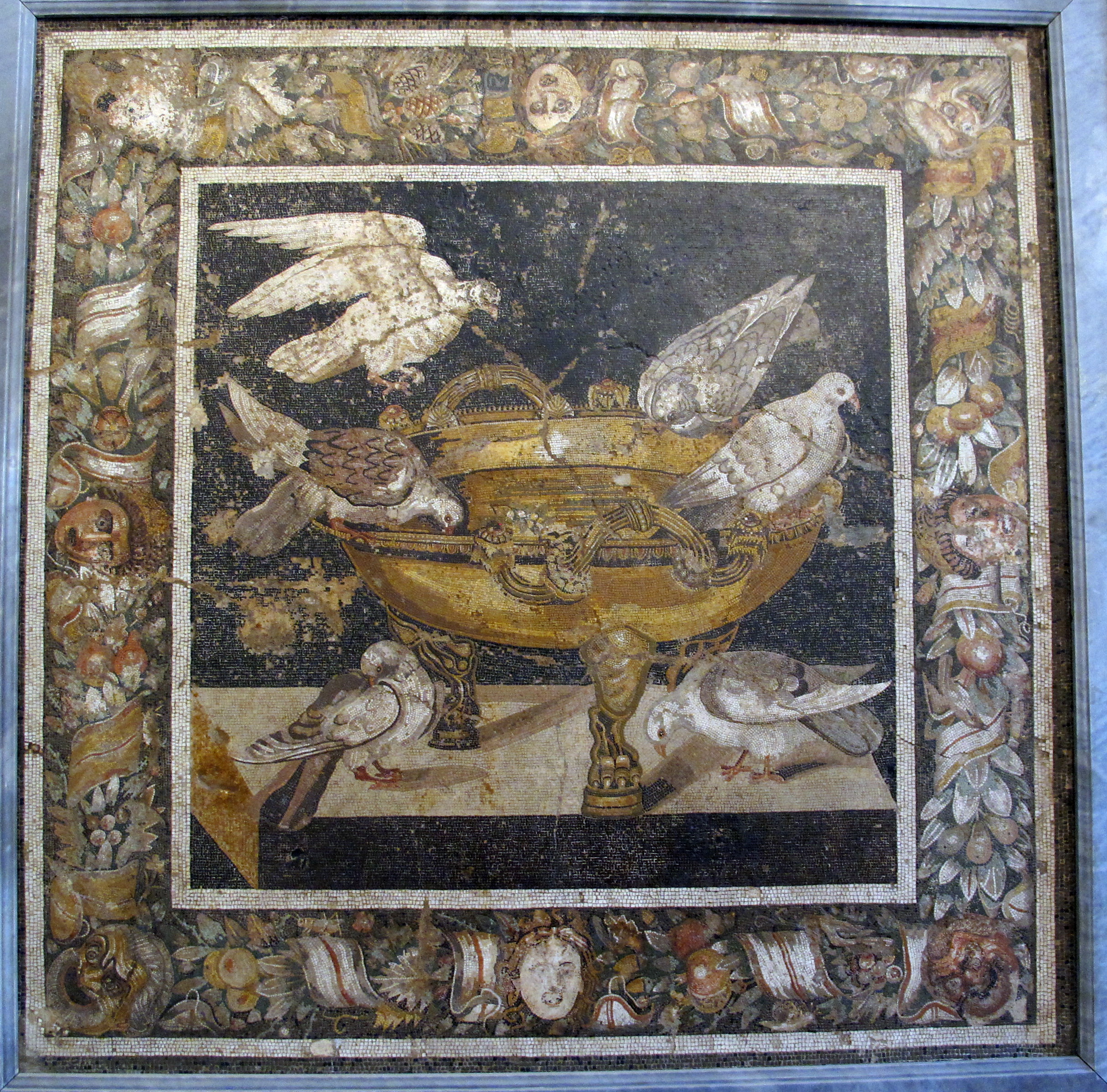
Kopie uit Pompeï
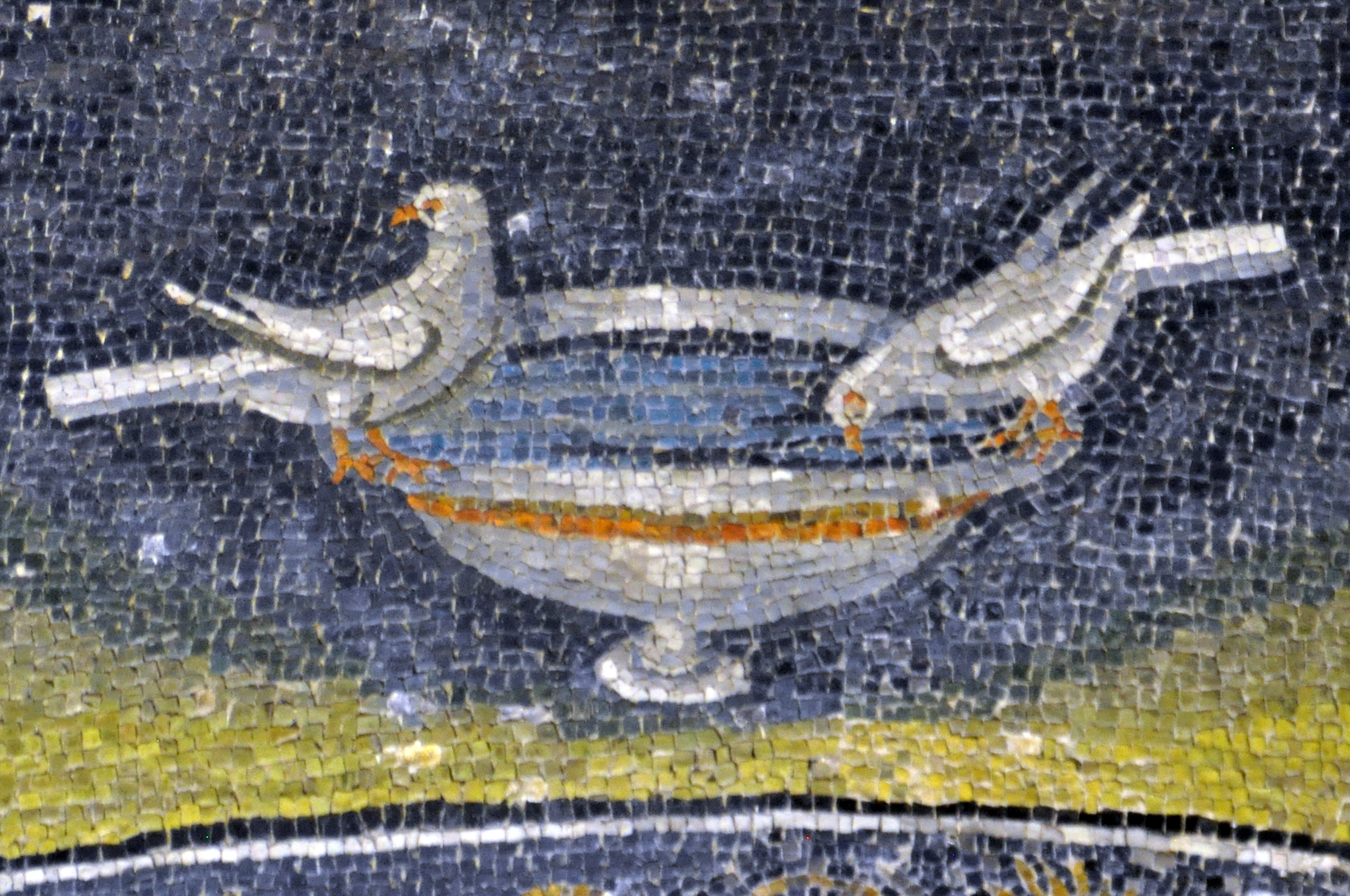
Mozaïek in het mausoleum van Galla Placidia
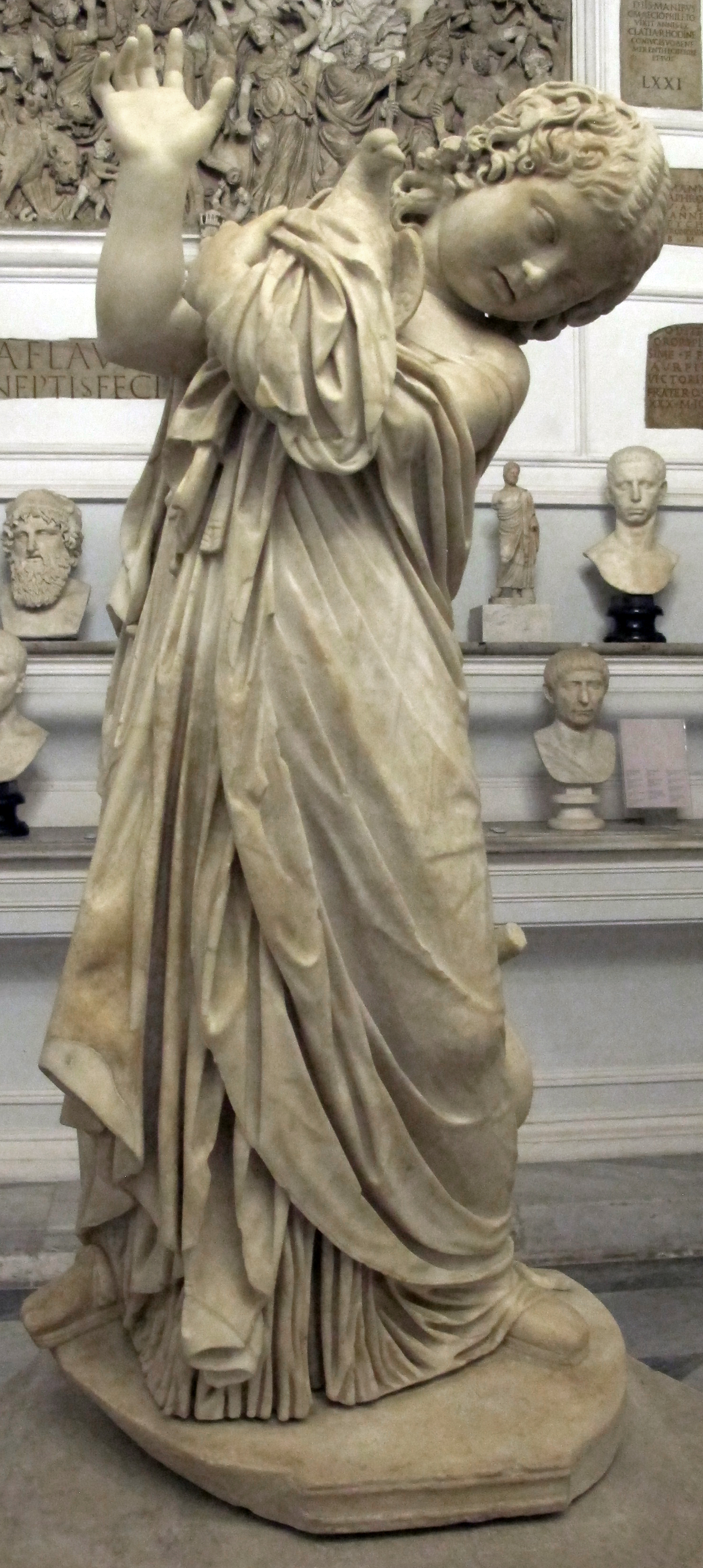
Meisje met een duif